# Йохан III (Мекленбург)
Йохан III фон Мекленбург (на немски: Johann III von Mecklenburg; * сл. 1266; † 27 май 1289, Поел, близо до Визмар) от Дом Мекленбург, е от 1287 до 1289 г. княз на Мекленбург.

## Биография
Той е вторият син на княз Хайнрих I (1230 – 1302) и съпругата му Анастасия от Померания († 1317), дъщеря на херцог Барним I от Померания и принцеса Мариана Шведска.
След като баща му Хайнрих при поклонението си попада в плен Йохан III е от 1275 г., заедно с брат си, под опекунството на майка си и чичовците си Николаус III († 1289/1290) и Йохан II († 1299). От 1287 до 1289 г. той управлява заедно с брат си Хайнрих II († 1329).
Йохан III се удавя при остров Поел в Балтийско море и е погребан във францисканския манастир във Визмар.

## Фамилия
Йохан III се жени на 3 ноември 1288 г. за Хелена фон Рюген († 9 август 1315), дъщеря на княз Вислав II фон Рюген и Агнес фон Брауншвайг-Люнебург. Те имат една дъщеря: 
- Лиутгард фон Мекленбург (* ок. 1289; † 1352), омъжена I. 1302 г. за Герхард II фон Хоя (* ок 1280; † 1313), II. ок. 1312 г. за граф Адолф VII фон Холщайн (* ок. 1270; † 1315), III. за граф Гюнтер II фон Линдов-Рупин (* 1312)

Вдовицата му се омъжва втори път ок. 1300 г. за княз Бернхард II фон Анхалт-Бернбург.